# کیم ایل-نام
کیم ایل-نام (انگلیسی: Kim Il-nam؛ زادهٔ ۱ ژوئیهٔ ۱۹۵۴) بازیکن فوتبال اهل کره شمالی بود.
وی همچنین در تیم ملی فوتبال کره شمالی بازی کرده‌است.